# باتريك شو
باتريك شو (بالإنجليزية: Patrick Shaw)‏ هو دبلوماسي وموظف مدني وسياسي أسترالي، ولد في 18 سبتمبر 1913 في أستراليا، وتوفي في 27 ديسمبر 1975 في واشنطن العاصمة في الولايات المتحدة. انتخب سفير أستراليا لدى الولايات المتحدة الأمريكية (21 فبراير 1974 – 27 ديسمبر 1975).

## روابط خارجية
- باتريك شو على موقع مونزينجر (الألمانية)